# 第一宇高丸
第一宇高丸（だいいちうこうまる）は、鉄道省（後の日本国有鉄道）宇高航路に在籍した自航式の貨車航送船。
船名は所属などがわかるよう就航航路名と完成順の番号をつけるという国鉄の方針にのっとったものである。

## 概要
宇高航路では1927年（昭和2年）末頃には野菜や果実の滞貨が生じ、輸送方式改善が要望されるようになった。また、従来の渡艀による貨車航送には腐食や損傷がひどく多額の修理費がかかること、風雨に弱く欠航が多いといった問題があり、その抜本的改善のために自航船が建造されることとなった。こうして建造されたのが第一宇高丸である。第一宇高丸に次いで、土讃線と高徳線の開通に備えてほぼ同型の第二宇高丸が建造されている。
低乾舷の船で、車両甲板に2条の軌条があり、片舷にワム5両を搭載できた。機関は宇高航路の船で初めてディーゼル機関が採用され、池貝鉄工所製のディーゼル機関が2基搭載された。

## 船歴
第一宇高丸は川崎造船所で建造され、1929年（昭和4年）2月16日に起工。同年9月4日に進水し、10月14日に竣工。11月23日に就航した。当初は陸上設備未完のため渡艀を曳航し、1930年（昭和5年）4月1日より貨車航送を開始した。
1935年（昭和10年）12月4日、可動橋と衝突。1937年（昭和12年）8月12日、中の瀬浮標北西で川崎汽船の紐育航路貨物船の聖川丸と衝突し、第一宇高丸は沈没する。その後引き揚げられ復帰。1941年（昭和16年）7月、第一宇高丸は高松港内で貨車1両が沈没する事故を起こす。
1942年（昭和17年）1月17日、高松桟橋の北約20mで山陽丸と衝突。同年4月4日、俎石灯標の南東約1000mで第二宇高丸と衝突。1943年（昭和18年）12月5日、中ノ瀬浮標の北西約1700mで第十二祇園丸（18トン）と衝突。
太平洋戦争終戦直後、復員軍人などの輸送に対応するため第一宇高丸と第二宇高丸も旅客輸送に投入され、車両甲板に旅客を乗せて輸送した。戦後はGHQの日本商船管理局（en:Shipping Control Authority for the Japanese Merchant Marine, SCAJAP）によりSCAJAP-U024の管理番号が付与された。
1952年（昭和27年）1月27日、レール亀裂発生のため2往復欠航となる。
1961年（昭和36年）2月11日、高松港西防波堤に係留。1962年（昭和37年）3月6日、広島県呉市の河島康磨に645.8万円で売却。
1963年（昭和38年）12月20日、登録抹消となった。